# 宮沢きよこ
宮沢 きよこ（みやざわ きよこ、4月6日 - ）は、日本の女性声優。東京都出身。ケンユウオフィス所属。

## 略歴
東京アナウンスアカデミー、talk back出身。
中学・高校の国語の元教師で、30年程教師を務めた後、退職。還暦前に声優としてデビューした。

## 出演

### テレビアニメ
2009年
- 青い花（ふみの祖母）
- 戦う司書 The Book of Bantorra（老婆）
- 鉄腕バーディー DECODE:02（小夜香のおば）
- 花咲ける青少年（小芸）

2010年
- はなかっぱ（お松さん）
- 夢色パティシエールSP プロフェッショナル（女客A）
- ヨスガノソラ（老女）

2011年
- 花咲くいろは（お婆さん、女将B、女将）

2012年
- あらしのよるに 〜ひみつのともだち〜（老女黒ヤギA）
- TARI TARI（高橋の母）
- トータル・イクリプス（ばあや）
- リトルバスターズ!（老女B）

2013年
- 有頂天家族（婆さん）
- カーニヴァル（老女）
- きんいろモザイク（2013年 - 2015年、お婆ちゃん、おばあさん） - 2シリーズ
- ジョジョの奇妙な冒険（族長）
- 絶対防衛レヴィアタン（お婆さん）
- 戦姫絶唱シンフォギア シリーズ（2013年 - 2015年、響の祖母） - 2シリーズ
- 凪のあすから（海ツツジお婆ちゃん）
- 幕末義人伝 浪漫（しじみ売り）
- ミルキィホームズ シリーズ（2013年 - 2015年、老婦人、老婆） - 2シリーズ

2014年
- 宇宙兄弟（エディ妻）
- 白銀の意思 アルジェヴォルン（シキナミ）
- わしも WASIMO（おばあさん、ツネさん）

2015年
- オーバーロード（2015年 - 2022年、神官長、ベレニス・ナグア・サンティニ） - 2シリーズ
- 純潔のマリア（老婆）
- 食戟のソーマ（恵の祖母）
- デュラララ!!×2 承（老婆）
- ノラガミ ARAGOTO（道司）
- プラスティック・メモリーズ（岩井マリ）

2016年
- アクティヴレイド -機動強襲室第八係-（オバちゃん）
- クレヨンしんちゃん（2016年 - 2017年、おばちゃん、八百屋さん、女将、おばあさん）
- クロムクロ（国連事務総長）
- タイムボカン24（ばあちゃん）
- ハイキュー!! 烏野高校 VS 白鳥沢学園高校（牛島の義母）
- ハルチカ〜ハルタとチカは青春する〜（ヨネ）
- B-PROJECT〜鼓動*アンビシャス〜（米田）
- ビッグオーダー（主婦A）
- フリップフラッパーズ（オバチャン）
- 文豪ストレイドッグス（老婆）
- 魔法少女育成計画（珠の祖母）
- モンスターハンター ストーリーズ RIDE ON（老女）

2017年
- 王室教師ハイネ（夫人）
- カブキブ!（おばあさん、年配女性）
- キラキラ☆プリキュアアラモード（剣城トミ）
- ドラえもん（テレビ朝日版第2期）（部長の奥様）
- いつだって僕らの恋は10センチだった。（老婆）

2018年
- スロウスタート（多佳子）
- プラネット・ウィズ（竜造寺栄子）

2019年
- BanG Dream!（ウメ）
- RobiHachi（おばば）
- 炎炎ノ消防隊（おばあちゃん）
- PSYCHO-PASS サイコパス 3（テレーザ陵駕）
- ポチっと発明 ピカちんキット（2019年 - 2020年、ババッジ）

2020年
- エッグカー（ミミ）
- サザエさん（斎藤）
- LISTENERS リスナーズ（ヴィヴィアン）

2021年
- ふしぎ駄菓子屋 銭天堂（近所のおばあちゃん）
- 真・中華一番!（老婆）
- NOMAD メガロボクス2（老婆）

2022年
- スローループ（教頭先生、おばあちゃん、深沢恵美子）
- 永遠の831（おばぁちゃん）
- プリマドール（老婦人）
- 異世界薬局（キャスパー）
- 忍の一時（ツネ）
- 不滅のあなたへ（女）

2023年
- 忍たま乱太郎（2023年 - 2024年、組合長、町人、忍たま）

2024年
- 魔女と野獣（老婆）

2025年
- 魔神創造伝ワタル（龍神丸の母）
- アン・シャーリー（モーガン夫人）

### 劇場アニメ
- アキの奏で（2015年、宮川イワ）
- コードギアス 亡国のアキト 第3章「輝くもの天より堕つ」（2015年、おっとり婆さん）
- 心が叫びたがってるんだ。（2015年、坂上シン[7]）

### OVA
- 翠星のガルガンティア ～めぐる航路、遥か～　後編（2014年、竜宮城首脳）
- ニセコイ（2015年、番台のおばあちゃん）※コミックス第17巻DVD付き同梱版に収録

### Webアニメ
- ライジングインパクト（2024年、リーベルの祖母）

### ゲーム
- フィリスのアトリエ 〜不思議な旅の錬金術士〜（2016年、オレリー・ブルッホ[8]）
- The Lost Child（2017年、キザイア・メイスン[9]）
- 蝶々事件ラブソディック（2017年）
- A3!（2018年、碓氷初恵[10]）
- 龍が如く7 光と闇の行方（2020年）
- ライフ イズ ストレンジ2 / The Awesome Adventures of Captain Spirit（2020年、クレア・レイノルズ）[11]
- ドラゴンクエストX いばらの巫女と滅びの神 オンライン（2020年、フェアネ、ディージア[12]）
- ファミコン探偵倶楽部 消えた後継者（2021年、綾城キク[13][14]）
- 龍が如く8（2024年）
- ファイナルファンタジーVII リバース（2024年）
- ファミコン探偵倶楽部 笑み男（2024年）
- 龍が如く8外伝 Pirates in Hawaii（2025年）
- モンスターハンターワイルズ（2025年）

### ドラマCD
- 黒衣の公爵（ロズウエル婦人）
- 世界が終わるまできみと（家政婦）
- BORDER 境界線
- けいさつのおにーさん（おばあさん）※コミックス第2巻ドラマCD付き限定版[15]

### 吹き替え

#### 映画・ドラマ
- IRIS -アイリス-（女性清掃員）
- アデライン、100年目の恋（フレミング・プレスコット〈エレン・バースティン〉）
- アメリカン・ゴシック 〜偽りの一族〜
- アンフォゲッタブル 完全記憶捜査
- 1911（ミセス・ジョナサン）
- インシディアスシリーズ（エリーゼ・レイニア〈リン・シェイ〉）
  - インシディアス
  - インシディアス 序章
  - インシディアス 最後の鍵
- インターステラー（老女4）
- 裏切りの報酬（ダドの母）
- X エックス（パール）
- エレメンタリー ホームズ&ワトソン in NY
- 王女ピョンガン 月が浮かぶ川（コンソン夫人〈キム・ジョンヨン〉[16]）
- おとなのけんか
- オレンジ・イズ・ニュー・ブラック（ジュディ・キング〈ブレア・ブラウン〉）
- 華麗なる遺産〜燦爛人生〜（パン・シュフィ）
- ギルモア・ガールズ
- クリミナル・マインド7 FBI行動分析課
- グレイス&フランキー（ジョーン・マーガレット〈ミリセント・マーティン〉）
- ゲーム・チェンジ 大統領選を駆け抜けた女
- ゴーン・ガール
- ゴリラのアイヴァン（スニッカーズ〈声：ヘレン・ミレン〉）
- ザ・ウォーカー（マーサ〈フランシス・デ・ラ・トゥーア〉）
- しあわせの処方箋（シャーリー）
- 推理作家ポー 最期の5日間（ブラッドリー夫人〈パム・フェリス〉）
- スーパーマン（マーサ・ケント〈ネヴァ・ハウエル〉[17]）
- セルフリッジ 英国百貨店（ロイス・セルフリッジ〈キカ・マーカム〉）
- 続ハリーズ・ロー 裏通り法律事務所
- ダーク・フェアリー（アンダーヒル〈ジュリア・ブレイク〉）
- 大統領の執事の涙（ナンシー・レーガン〈ジェーン・フォンダ〉）※ソフト版
- 太陽の女（人違いの母）
- ダンボ（ヴァーナ〈サンディ・マーティン〉）
- チケット・トゥ・パラダイス（ベス・アン）
- チャーリー・モルデカイ 華麗なる名画の秘密（公爵夫人）
- ディセンダント（イーヴィル・クィーン〈キャシー・ナジミー〉）
- テッド2（養子係女[18]）
- ドラフト・デイ（バーブ・ウィーヴァー〈エレン・バースティン〉）
- ネスト（アムワース夫人）
- ネブラスカ ふたつの心をつなぐ旅（ペグ・ナギー）
- ノマドランド（スワンキー〈シャーリーン・スワンキー〉[19]）
- ハッピーボイス・キラー（ウォーレン博士〈ジャッキー・ウィーヴァー〉）
- ハングオーバー!!! 最後の反省会（キャシーの老母）
- 犯罪捜査官 アナ・トラヴィス 孤独な叫び
- ピクセル（老ミッキー）
- ビッグ・ガン（トニーの母親）※2014年新録版
- 百年の花嫁（パク・スンボク〈ナム・ジョンヒ〉[20]）
- プーと大人になった僕
- 42 〜世界を変えた男〜
- フォックスキャッチャー（ジャン・デュポン〈ヴァネッサ・レッドグレイヴ〉[21]）
- 弁護士イーライのふしぎな日常（ギルバーグ判事）
- ボストン・リーガル（テイラー判事）
- ポルカ・キング（アニタ・シャシェフスキー）
- マーリー2 世界一おバカな犬のはじまりの物語
- マイファミリー・ウェディング
- マジック・イン・ムーンライト（グレース〈ジャッキー・ウィーヴァー〉）
- MAD MEN（サルバトーレの母）
- ムーンナイト
- レディプレジデント〜大物（ユン・ミョンジャ）
- レモネード・マウス
- ローマ警察殺人課アウレリオ・ゼン 3つの事件
- 私はラブ・リーガル

#### アニメ
- 劇場版 ムーミン 南の海で楽しいバカンス（金持ちの女性[22]）
- サラとダックン
- 百妖譜（阿忙の祖母）
- ミラベルと魔法だらけの家（マリアーノの母[23]）
- 烈火澆愁（玉婆 / ユー）
- ロイヤルコーギー レックスの大冒険（女王[24]）

### 舞台
- ラフィングライブ旗揚げ公演「パパ、アイ・ラブ・ユー!」（2015年4月15日 - 20日、博品館劇場）

### シリーズ一覧
1. ↑  第1期（2013年）、第2期『ハロー!!きんいろモザイク』（2015年）
2. ↑  第2期『G』（2013年）、第3期『GX』（2015年）
3. ↑  第3期『ふたりはミルキィホームズ』（2013年）、第4期『探偵歌劇 ミルキィホームズ TD』（2015年）
4. ↑  第1期（2015年）、第4期『IV』（2022年）